# Wöbbelin
Wöbbelin ist eine Gemeinde im Landkreis Ludwigslust-Parchim in Mecklenburg-Vorpommern (Deutschland). Sie wird vom Amt Ludwigslust-Land mit Sitz in der nicht amtsangehörigen Stadt Ludwigslust verwaltet.
Wöbbelin ist bekannt durch die Grabstätte des in der Nähe im August 1813 in den Befreiungskriegen gefallenen Dichters Theodor Körner.

## Geografie
Zur Gemeinde gehören die Ortsteile Wöbbelin und Dreenkrögen, sowie die Funkamtsiedlung, die in den 1950er Jahren zusammen mit dem Mittelwellensender Wöbbelin entstand.
In Dreenkrögen befindet sich ein 6,8 Hektar großer Badesee, der durch Kiesabbau entstanden ist. Das Gemeindegebiet wird unter anderem vom Neuen Kanal, dem Ludwigsluster Kanal und dem Krullengraben durchflossen.

## Geschichte

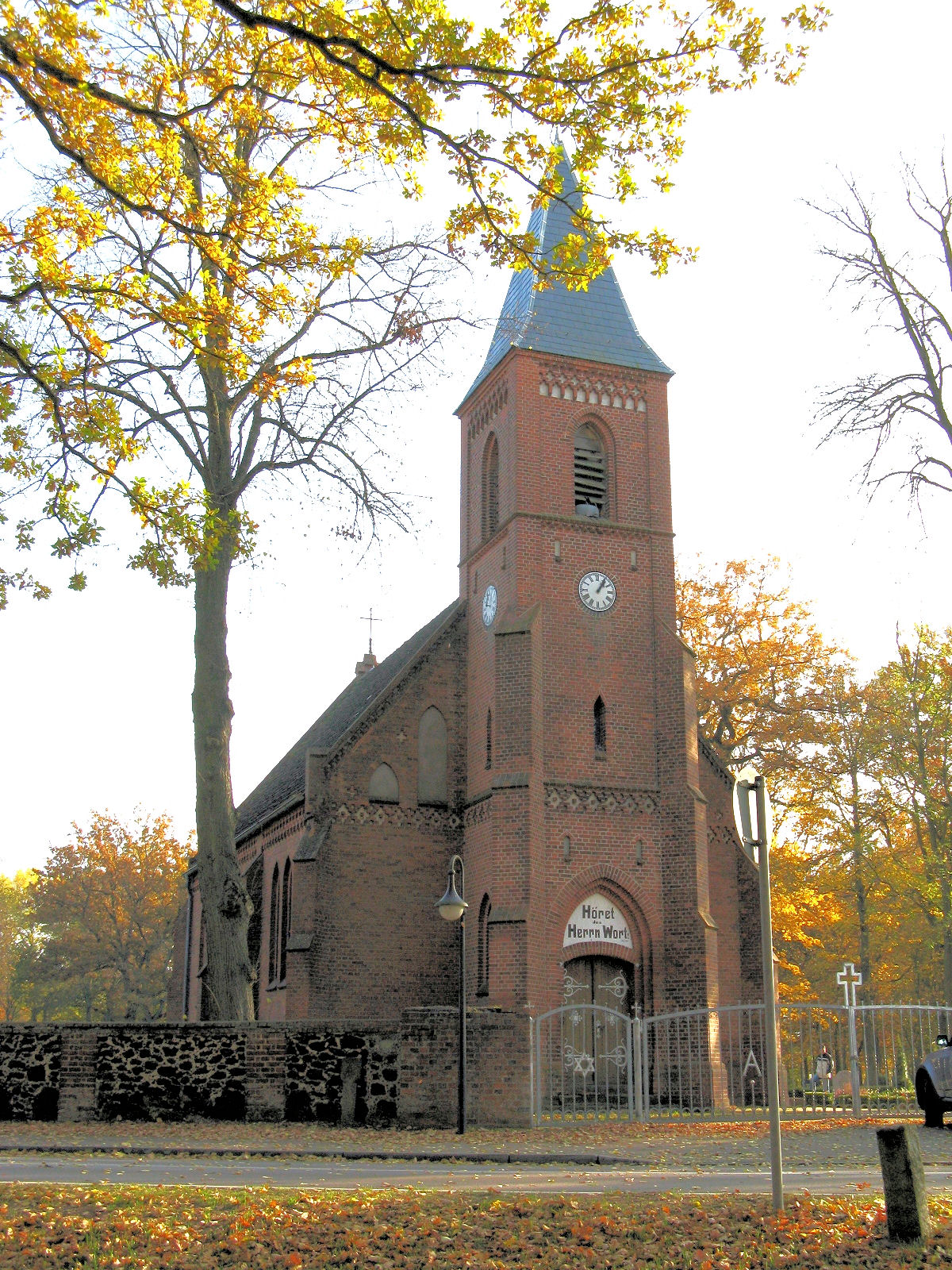
Dorfkirche

1333 wurde Wöbbelin als „Wopelyn“ erstmals erwähnt.
1813 wurde der Befreiungskämpfer und Dichter Theodor Körner in Wöbbelin bestattet. Seine Freunde Ackermann, Friedrich Christoph Förster, Thümmel und Nostiz gruben ihm das Grab unter der Eiche von Wöbbelin. Der Trauerzug wurde von Stiebel angeführt. Das Grabdenkmal für Theodor Körner wurde nach Plänen des Architekten Gottlob Friedrich Thormeyer errichtet und am 23. September 1814 auf dem Friedhof feierlich eingeweiht. Der Hain mit den Gräbern Körners und einiger Familienangehöriger entwickelte sich schon kurz nach dessen Tod zur national-patriotischen Gedenkstätte. Neben Theodor Körner fanden hier auch sein Vater Christian Gottfried Körner und seine Mutter Maria Wilhelmine Jakobine (Minna) Körner sowie seine Schwester, die Malerin Emma Körner, und seine Tante, die Malerin Dora Stock, ihre letzte Ruhestätte. Bei der Körner-Feier am 26. August 1863 sprachen zunächst Förster und Stiebel. Die Schlussrede hielt der Lützower Jäger und Burschenschafter Karl Horn. An Vereine, die mit Spenden zu der Feierlichkeit zum 50-jährigen Jubiläum von Körners Heldentod beigetragen hatten, wurden Blätter der Wöbbeliner Eiche gesandt.
Die Nationalsozialisten planten eine große „Theodor-Körner-Gedenkstätte“ als NS-Weihestätte einschließlich Hitlerjugend-Heimen und Aufmarschplatz zu errichten. Realisiert wurde davon 1938 nur ein neuer Museumsbau, der den aus der zweiten Hälfte des 19. Jahrhunderts stammenden ersetzte.
Im Februar 1945, in den letzten Monaten des Zweiten Weltkriegs, entstand in unmittelbarer Nähe der Stadt Ludwigslust das KZ Wöbbelin, das zuletzt eingerichtete Außenlager des Konzentrationslagers Hamburg-Neuengamme. Nach der Befreiung des Lagers durch amerikanische Truppen am 2. Mai 1945 fanden mehr als 160 Opfer dieses Lagers ihre letzte Ruhestätte im Park der Körner-Gedenkstätte.
Zu DDR-Zeiten unterhielt der Rundfunksender Leipzig in Wöbbelin ein Betriebsferienlager für die Kinder seiner Mitarbeiter.

## Politik

### Gemeindevertretung und Bürgermeister
Der Gemeinderat besteht (inkl. Bürgermeisterin) aus 8 Mitgliedern. Die Wahl zum Gemeinderat am 26. Mai 2019 hatte folgende Ergebnisse:
| Partei/Bewerber                                     | Prozent | Sitze |
| --------------------------------------------------- | ------- | ----- |
| Wählergruppe Wöbbelin                               | 52,16   | 4     |
| Wählergruppe Gemeinsam für Wöbbelin und Dreenkrögen | 37,09   | 3     |
| SPD                                                 | 6,04    | 1     |

Bürgermeisterin der Gemeinde ist Viola Tonn, sie wurde mit 72,48 % der Stimmen gewählt.

### Wappen, Flagge, Dienstsiegel
Die Gemeinde verfügt über kein amtlich genehmigtes Hoheitszeichen, weder Wappen noch Flagge. Als Dienstsiegel wird das kleine Landessiegel mit dem Wappenbild des Landesteils Mecklenburg geführt. Es zeigt einen hersehenden Stierkopf mit abgerissenem Halsfell und Krone und der Umschrift „• GEMEINDE WÖBBELIN • LANDKREIS LUDWIGSLUST-PARCHIM“.

## Sehenswürdigkeiten und Gedenkstätten
- Kirche in Wöbbelin

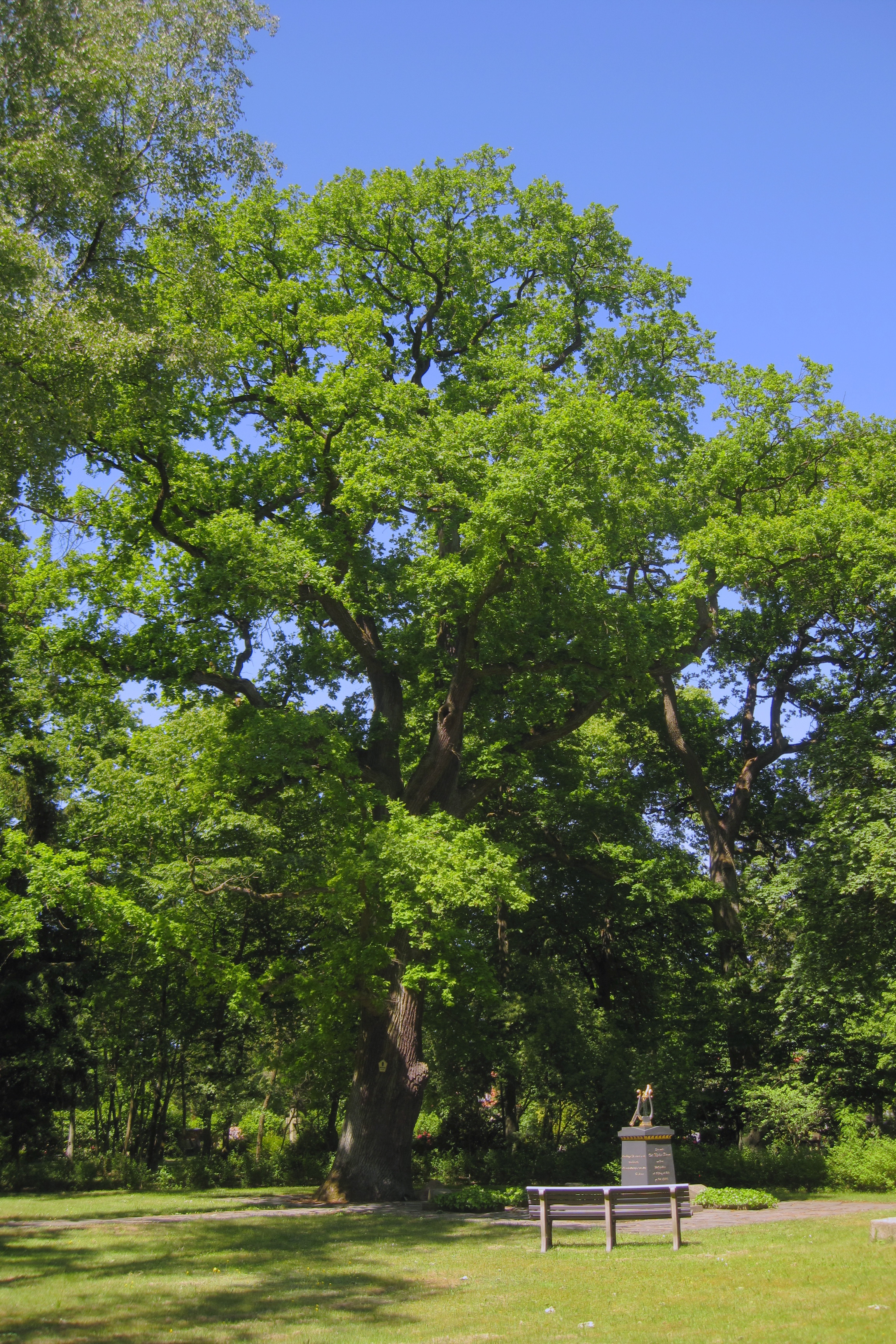
Naturdenkmal „Körner-Eiche“

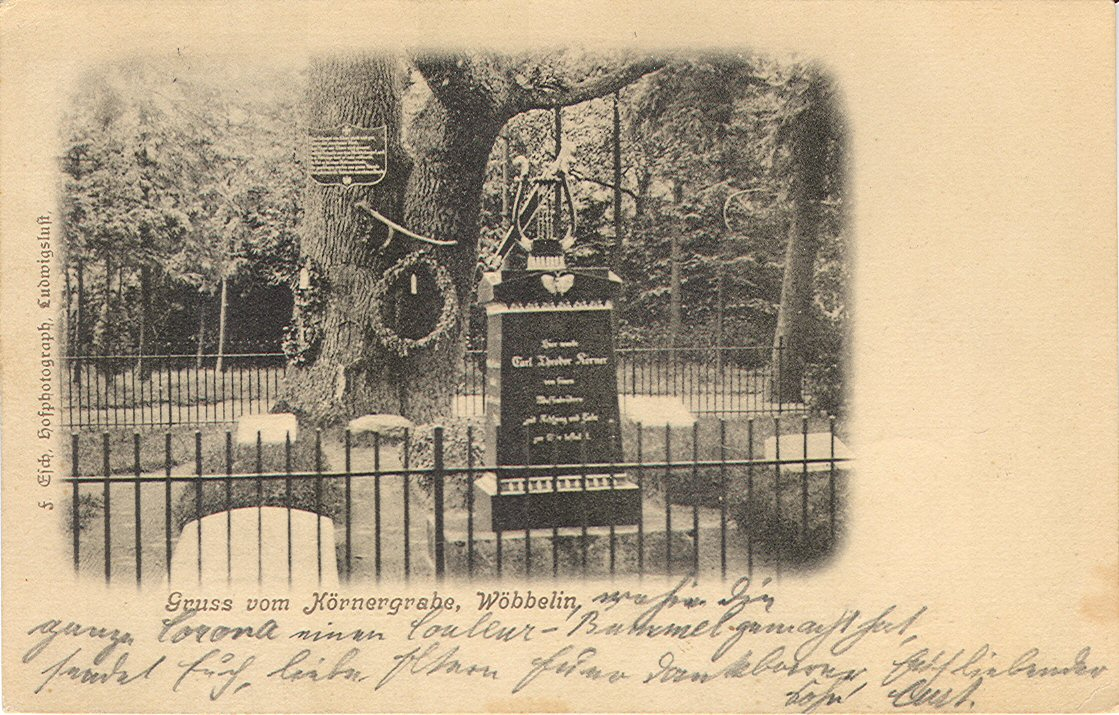
Alte Ansichtskarte vom Körnergrab

- Seit 1952 war in Wöbbelin der Standort des Senders Wöbbelin einer Sendeanlage für den Mittelwellenrundfunk.

Gedenkstätten

- Die ehemalige nationalsozialistische Weihestätte dient heute den Mahn- und Gedenkstätten Wöbbelin als Sitz des Museums. Die Mahn- und Gedenkstätten befassen sich in einer Doppelfunktion sowohl mit dem Dichter Theodor Körner, als auch der Aufarbeitung der Geschichte des KZ Wöbbelin.
- Auf dem Friedhof befinden sich ein Kriegerdenkmal für die im Ersten Weltkrieg Gefallenen, ergänzt um eine Gedenkplatte für die Opfer des Zweiten Weltkrieges. Das Sandsteinrelief der „Todesmärsche im April 1945“ wurde im Jahre 1960 von Jo Jastram geschaffen. Dazu kommt eine Gedenkstätte für Bombenopfer.

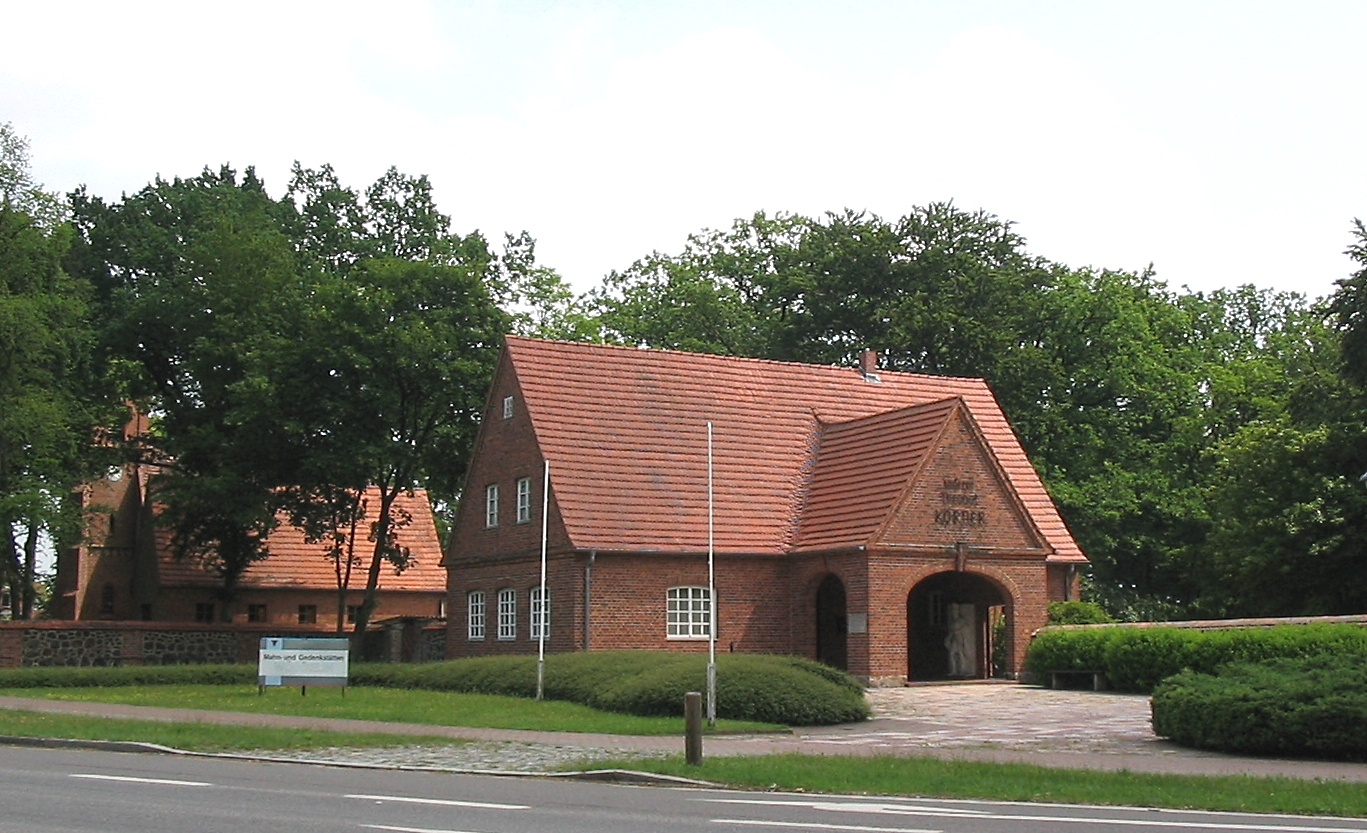
Museum der Mahn- und Gedenkstätten Wöbbelin
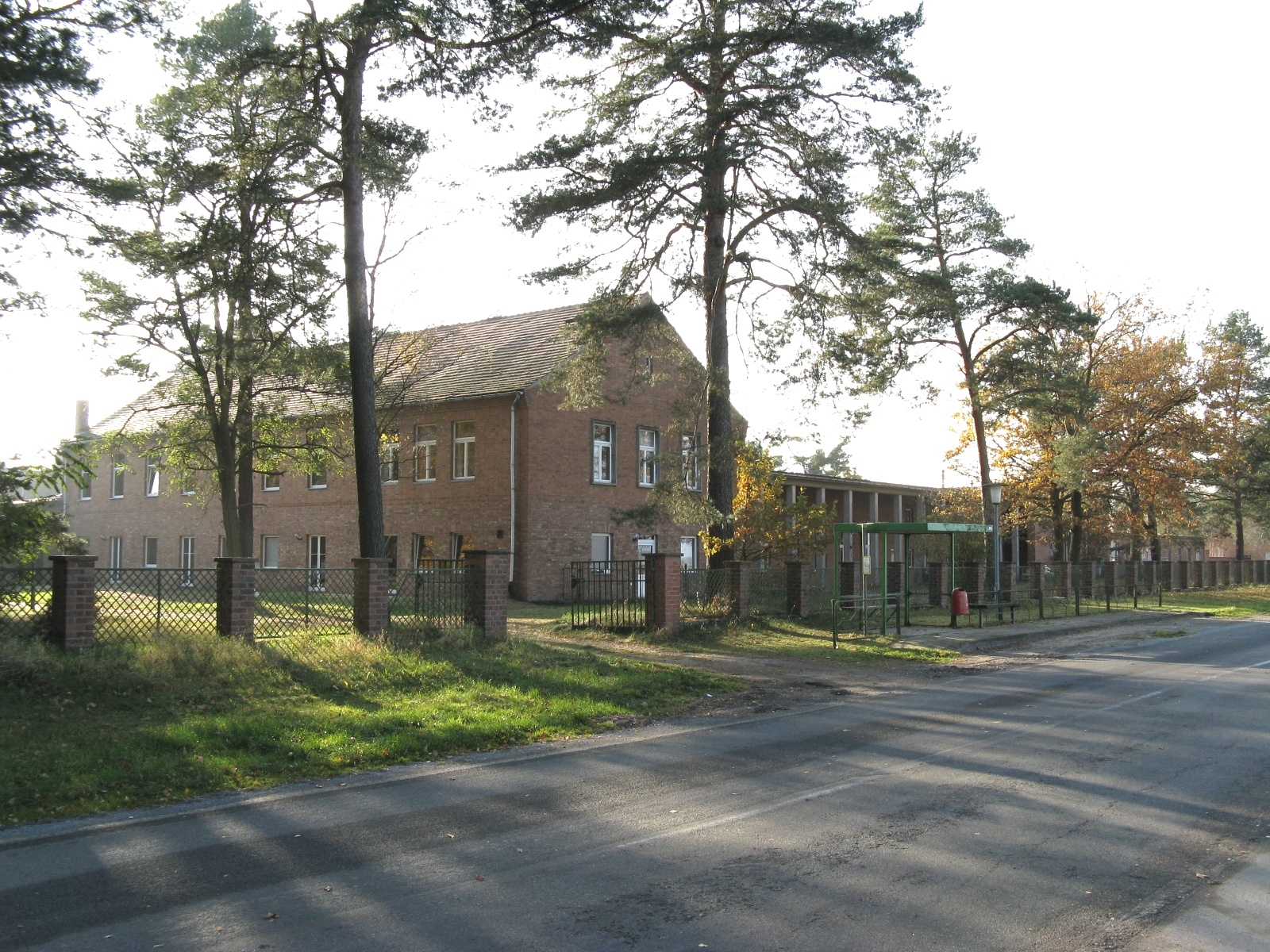
Ehemaliges Funkamt
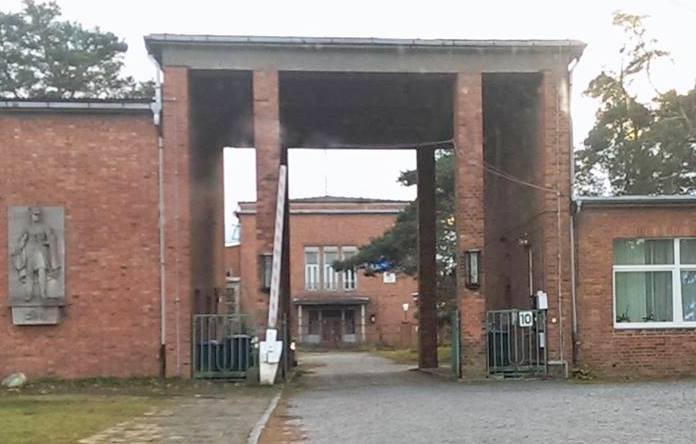
Ehemaliges Betriebsferienheim des Rundfunksenders Leipzig

## Wirtschaft und Verkehr
Wirtschaft

Einer der größten Arbeitgeber im Ort ist die Aus- und Weiterbildungseinrichtung des UFAT Bildungswerkes. Regionale Bekanntheit erlangt Wöbbelin durch den am südlichen Ortsrand betriebenen Spargelanbau. Außerdem ist in Wöbbelin ein privater Kfz-Betrieb ansässig, der sich seit 1993 anfangs auf die Einfuhr des VW Käfers aus Mexiko und deren Umrüstung für den deutschen Straßenverkehr spezialisierte und bis heute, nach Einstellung der Käfer-Produktion in Mexiko, den Käfer-Nachfolger New Beetle zum Cabrio umbaut.
Ebenso zieht die deutschlandweit bekannte Paintball-Anlage jeden Monat ein paar tausend Gäste in den Ort. 
Verkehr

Die Gemeinde liegt an der Landesstraße 72 zwischen den Städten Ludwigslust (7 km) und Schwerin (23 km). Auf dem Gemeindegebiet befindet sich das Autobahnkreuz Schwerin (A 24 und A 14) und nördlich des Ortsteils Dreenkrögen liegt die Anschlussstelle Wöbbelin zur Bundesautobahn 24.